# سد راس بلفيران
سد راس بلفيران هو أحد السدود المائية على نهر بلفيران شمال المملكة المغربية. يتواجد سد راس بلفيران شرق مدينة فاس بإقليم تازة و يضم حقينة مائية ب 16.000 متر مكعب.